# 永兴桥

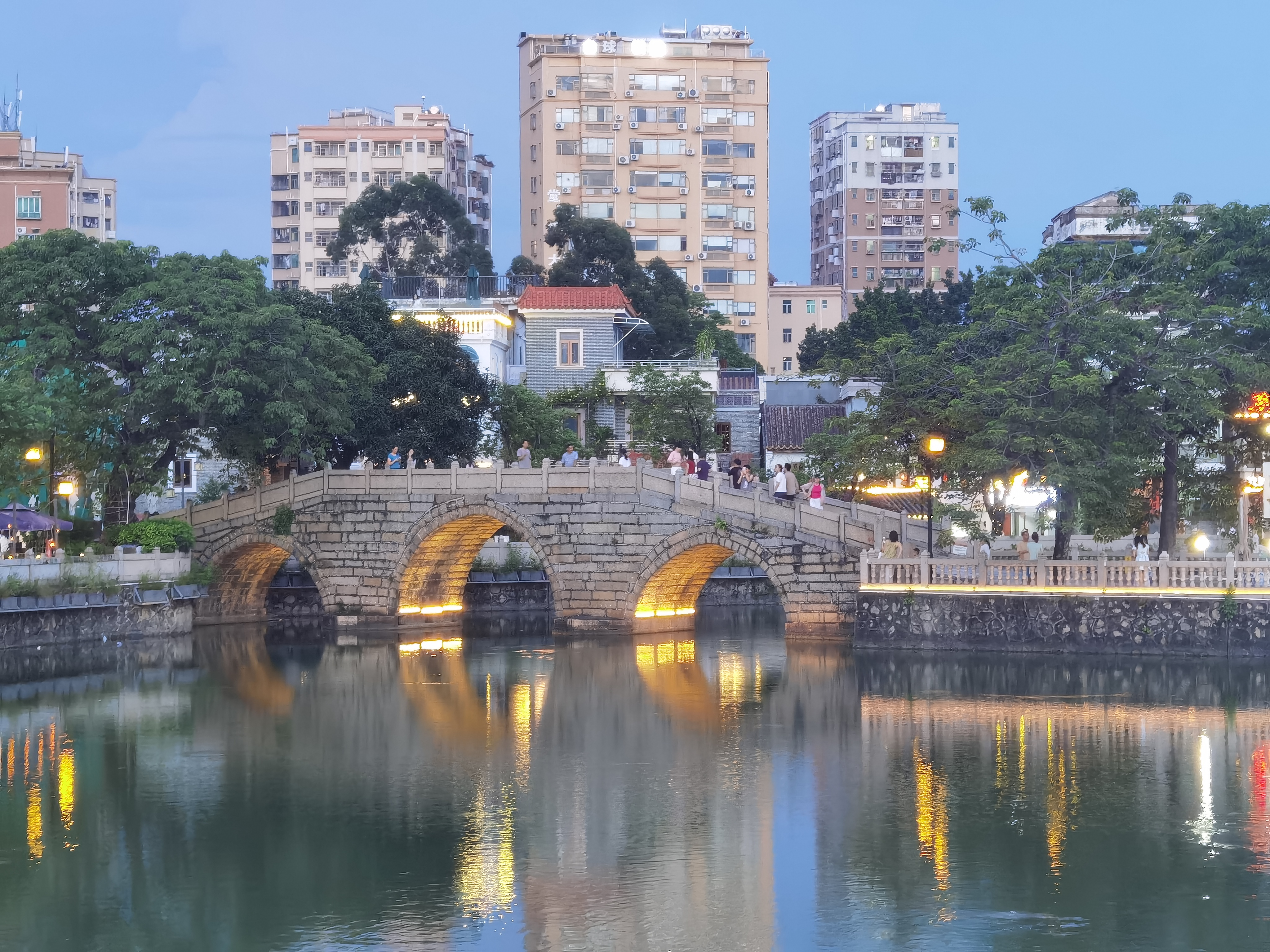
永兴桥全景

永兴桥，位于中国广东省深圳市深圳市沙井街道新桥社区，为深圳市的一个市、县级文物保护单位，类型为古建筑，公布时间为1984年9月6日。
永兴桥的历史年代为清代。